# Grand Prix automobile de Hongrie 2018
GP précédent GP suivant
Le Grand Prix automobile de Hongrie 2018 (Formula 1 Magyar Nagydíj 2018) disputé le 29 juillet 2018 sur le Hungaroring, est la 988e épreuve du championnat du monde de Formule 1 courue depuis 1950. Il s'agit de la 33e édition du Grand Prix de Hongrie comptant pour le championnat du monde de Formule 1 et la douzième manche du championnat 2018. Une trêve estivale de quatre semaines commence au soir de ce Grand Prix. 
Les Mercedes, distancées sur le Hungaroring dans toutes les séances d'essais disputées sur piste sèche et à température élevée, jusqu'à la première phase des qualifications, monopolisent la première ligne sous l'averse quand tous les pilotes roulent dans des conditions de visibilité précaires en pneus pleine pluie. Lewis Hamilton porte son record à soixante-dix-sept pole positions en devançant son coéquipier Valtteri Bottas de 260 millièmes de seconde. Sebastian Vettel, qui paraissait intouchable en pneus lisses, parvient à distancer ses rivaux en gommes intermédiaires au début de la Q2 mais se révèle moins fringant sous les trombes d'eau ; il part en deuxième ligne, à plus d'une demi-seconde de Hamilton, également devancé par son coéquipier Kimi Räikkönen. Dans des conditions météorologiques empirant qui piègent Daniel Ricciardo lors de la deuxième phase qualificative, les invités de la troisième ligne sont Carlos Sainz Jr. qui devance Pierre Gasly. Max Verstappen s'élance en quatrième ligne devant Brendon Hartley, qui obtient son meilleur résultat en qualification.
En tête dès le premier virage, Lewis Hamilton bénéficie de l'aide de son coéquipier Valtteri Bottas pour obtenir la soixante-septième victoire de sa carrière et son cinquième succès de la saison, qui tombe à point avant la trêve estivale, sans jamais avoir été inquiété. Sebastian Vettel prend le meilleur sur Kimi Räikkönen au départ et se retrouve deuxième quand Bottas procède à un arrêt anticipé au quinzième tour, après avoir déjà travaillé à le retenir en perdant quasiment une demi-seconde par tour sur son leader. Le quadruple champion du monde britannique laisse les commandes à Vettel quand il procède à son arrêt au stand au vingt-sixième tour. Le pilote Ferrari, englué dans le trafic, ne parvient pas à se ménager une avance suffisante ; il emprunte la voie des stands dans la trente-neuvième boucle mais le préposé au pistolet pneumatique de la roue avant gauche s'éternise. Vettel ressort derrière Bottas qui, à nouveau, protège l'échappée de Hamilton en retenant l'Allemand. Alors qu'Hamilton est déjà loin, Vettel porte une attaque gagnante à cinq tours de l'arrivée, les pneus de Bottas étant à l'agonie. Les deux voitures se frottent et la Mercedes perd un bout d'aileron avant. Bottas, ensuite dépassé par Räikkönen puis par Daniel Ricciardo revenu de la douzième place sur la grille, non sans l'avoir également tamponné, termine cinquième avec une pénalité de dix secondes. Il n'y a qu'une Red Bull à l'arrivée, Max Verstappen abandonnant en lâchant des jurons dès le cinquième tour sur perte de puissance. Sur le podium, les pilotes Ferrari encadrent Hamilton qui l'emporte avec dix-sept secondes d'avance sur Vettel. Sixième sur la grille de départ, Pierre Gasly l'est aussi à l'arrivée ; il est le dernier pilote à franchir la ligne d'arrivée dans le même tour que le vainqueur. Kevin Magnussen se classe septième devant Fernando Alonso. Carlos Sainz Jr. et Romain Grosjean prennent les derniers points en jeu. 
Au classement du championnat du monde, Lewis Hamilton (213 points) porte son avance à 24 points sur Sebastian Vettel (189 points). Kimi Räikkönen conforte sa troisième place (146 points) devant Bottas (132 points) suivi par Ricciardo (118 points) et Verstappen (resté à 105 points). Mercedes (345 points) a désormais 10 points d'avance sur Ferrari (335 points) ; suivent Red Bull Racing (223 points), Renault (82 points), Haas (66 points), Force India (59 points), McLaren (52 points), Scuderia Toro Rosso (28 points), Sauber (18 points) et Williams (4 points).

## Pneus disponibles
| Pneus pour piste sèche | Pneus pour piste sèche | Pneus pour piste sèche | Pneus pluie    | Pneus pluie |
| ---------------------- | ---------------------- | ---------------------- | -------------- | ----------- |
| Ultra tendres          | Tendres                | Médiums                | Intermédiaires | Pluie       |

## Essais libres

### Première séance, le vendredi de 11 h à 12 h 30
| Pos. | Pilote           | Voiture            | Chrono         | Écart     |
| ---- | ---------------- | ------------------ | -------------- | --------- |
| 1    | Daniel Ricciardo | Red Bull-TAG Heuer | 1 min 17 s 613 |           |
| 2    | Sebastian Vettel | Ferrari            | 1 min 17 s 692 | + 0 s 079 |
| 3    | Max Verstappen   | Red Bull-TAG Heuer | 1 min 17 s 701 | + 0 s 088 |
| 4    | Kimi Räikkönen   | Ferrari            | 1 min 17 s 948 | + 0 s 335 |
| 5    | Lewis Hamilton   | Mercedes           | 1 min 18 s 036 | + 0 s 423 |
| 6    | Valtteri Bottas  | Mercedes           | 1 min 18 s 470 | + 0 s 857 |

- Antonio Giovinazzi, pilote-essayeur chez Sauber, remplace Charles Leclerc au volant de la Sauber C37.

### Deuxième séance, le vendredi de 15 h à 16 h 30
| Pos. | Pilote           | Voiture            | Chrono         | Écart     |
| ---- | ---------------- | ------------------ | -------------- | --------- |
| 1    | Sebastian Vettel | Ferrari            | 1 min 16 s 834 |           |
| 2    | Max Verstappen   | Red Bull-TAG Heuer | 1 min 16 s 908 | + 0 s 074 |
| 3    | Daniel Ricciardo | Red Bull-TAG Heuer | 1 min 17 s 061 | + 0 s 227 |
| 4    | Kimi Räikkönen   | Ferrari            | 1 min 17 s 153 | + 0 s 319 |
| 5    | Lewis Hamilton   | Mercedes           | 1 min 17 s 587 | + 0 s 753 |
| 6    | Valtteri Bottas  | Mercedes           | 1 min 17 s 868 | + 1 s 034 |

### Troisième séance, le samedi de 12 h à 13 h
| Pos. | Pilote           | Voiture            | Chrono         | Écart     |
| ---- | ---------------- | ------------------ | -------------- | --------- |
| 1    | Sebastian Vettel | Ferrari            | 1 min 16 s 170 |           |
| 2    | Valtteri Bottas  | Mercedes           | 1 min 16 s 229 | + 0 s 059 |
| 3    | Kimi Räikkönen   | Ferrari            | 1 min 16 s 373 | + 0 s 203 |
| 4    | Lewis Hamilton   | Mercedes           | 1 min 16 s 749 | + 0 s 579 |
| 5    | Daniel Ricciardo | Red Bull-TAG Heuer | 1 min 16 s 803 | + 0 s 633 |
| 6    | Max Verstappen   | Red Bull-TAG Heuer | 1 min 16 s 946 | + 0 s 776 |

## Séance de qualification

### Résultats des qualifications
| Pos.                                                                                      | Pilote            | Écurie               | Qualifications 1 | Qualifications 2 | Qualifications 3 |
| ----------------------------------------------------------------------------------------- | ----------------- | -------------------- | ---------------- | ---------------- | ---------------- |
| 1                                                                                         | Lewis Hamilton    | Mercedes             | 1 min 17 s 419   | 1 min 31 s 242   | 1 min 35 s 658   |
| 2                                                                                         | Valtteri Bottas   | Mercedes             | 1 min 17 s 123   | 1 min 32 s 081   | 1 min 35 s 918   |
| 3                                                                                         | Kimi Räikkönen    | Ferrari              | 1 min 17 s 526   | 1 min 32 s 762   | 1 min 36 s 186   |
| 4                                                                                         | Sebastian Vettel  | Ferrari              | 1 min 16 s 666   | 1 min 28 s 636   | 1 min 36 s 210   |
| 5                                                                                         | Carlos Sainz Jr.  | Renault              | 1 min 17 s 829   | 1 min 30 s 771   | 1 min 36 s 743   |
| 6                                                                                         | Pierre Gasly      | Toro Rosso-Honda     | 1 min 18 s 577   | 1 min 31 s 286   | 1 min 37 s 591   |
| 7                                                                                         | Max Verstappen    | Red Bull-TAG Heuer   | 1 min 16 s 940   | 1 min 31 s 178   | 1 min 38 s 032   |
| 8                                                                                         | Brendon Hartley   | Toro Rosso-Honda     | 1 min 18 s 429   | 1 min 32 s 590   | 1 min 38 s 128   |
| 9                                                                                         | Kevin Magnussen   | Haas-Ferrari         | 1 min 18 s 314   | 1 min 32 s 968   | 1 min 39 s 858   |
| 10                                                                                        | Romain Grosjean   | Haas-Ferrari         | 1 min 17 s 901   | 1 min 33 s 650   | 1 min 40 s 593   |
| 11                                                                                        | Fernando Alonso   | McLaren-Renault      | 1 min 18 s 208   | 1 min 35 s 214   |                  |
| 12                                                                                        | Daniel Ricciardo  | Red Bull-TAG Heuer   | 1 min 18 s 540   | 1 min 36 s 442   |                  |
| 13                                                                                        | Nico Hülkenberg   | Renault              | 1 min 17 s 905   | 1 min 36 s 506   |                  |
| 14                                                                                        | Marcus Ericsson   | Sauber-Ferrari       | 1 min 18 s 641   | 1 min 37 s 075   |                  |
| 15                                                                                        | Lance Stroll      | Williams-Mercedes    | 1 min 18 s 560   | Pas de temps     |                  |
| 16                                                                                        | Stoffel Vandoorne | McLaren-Renault      | 1 min 18 s 782   |                  |                  |
| 17                                                                                        | Charles Leclerc   | Sauber-Ferrari       | 1 min 18 s 817   |                  |                  |
| 18                                                                                        | Esteban Ocon      | Force India-Mercedes | 1 min 19 s 142   |                  |                  |
| 19                                                                                        | Sergio Pérez      | Force India-Mercedes | 1 min 19 s 200   |                  |                  |
| 20                                                                                        | Sergey Sirotkin   | Williams-Mercedes    | 1 min 19 s 301   |                  |                  |
| Temps minimal à réaliser pour la qualification : 1 min 22 s 032 (107 % de 1 min 16 s 666) |                   |                      |                  |                  |                  |

- La première phase des qualifications se déroule sur piste sèche mais la pluie commence à tomber. Elle redouble lors de la deuxième phase, les pilotes passant des pneus lisses aux intermédiaires puis aux gommes sculptées à bande bleue avec lesquels ils disputent la troisième phase sous des trombes d'eau[5].

### Grille de départ
- Lance Stroll, auteur du quinzième temps des qualifications, est pénalisé d'un départ depuis la voie des stands. Son équipe a changé son aileron avant après que le pilote a tapé le rail en qualifications, endommageant l'aileron avant nouvelle spécification qui avait été monté sur sa monoplace. Williams a enfreint la règle du parc fermé pour monter ce nouvel aileron sur la voiture de Stroll[6].

## Course

### Classement de la course
| Pos. | no | Pilote            | Écurie               | Tours | Temps/Abandon                      | Grille  | Points |
| ---- | -- | ----------------- | -------------------- | ----- | ---------------------------------- | ------- | ------ |
| 1    | 44 | Lewis Hamilton    | Mercedes             | 70    | 1 h 37 min 16 s 427 (189,134 km/h) | 1       | 25     |
| 2    | 5  | Sebastian Vettel  | Ferrari              | 70    | + 17 s 123                         | 4       | 18     |
| 3    | 7  | Kimi Räikkönen    | Ferrari              | 70    | + 20 s 101                         | 3       | 15     |
| 4    | 3  | Daniel Ricciardo  | Red Bull-TAG Heuer   | 70    | + 46 s 419                         | 12      | 12     |
| 5    | 77 | Valtteri Bottas   | Mercedes             | 70    | + 1 min (dont 5 s de pénalité)     | 2       | 10     |
| 6    | 10 | Pierre Gasly      | Toro Rosso-Honda     | 70    | + 1 min 13 s 273                   | 6       | 8      |
| 7    | 20 | Kevin Magnussen   | Haas-Ferrari         | 69    | + 1 tour                           | 9       | 6      |
| 8    | 14 | Fernando Alonso   | McLaren-Renault      | 69    | + 1 tour                           | 11      | 4      |
| 9    | 55 | Carlos Sainz Jr.  | Renault              | 69    | + 1 tour                           | 5       | 2      |
| 10   | 8  | Romain Grosjean   | Haas-Ferrari         | 69    | + 1 tour                           | 10      | 1      |
| 11   | 28 | Brendon Hartley   | Toro Rosso-Honda     | 69    | + 1 tour                           | 8       |        |
| 12   | 27 | Nico Hülkenberg   | Renault              | 69    | + 1 tour                           | 13      |        |
| 13   | 31 | Esteban Ocon      | Force India-Mercedes | 69    | + 1 tour                           | 17      |        |
| 14   | 11 | Sergio Pérez      | Force India-Mercedes | 69    | + 1 tour                           | 18      |        |
| 15   | 9  | Marcus Ericsson   | Sauber-Ferrari       | 68    | + 2 tours                          | 14      |        |
| 16   | 35 | Sergey Sirotkin   | Williams-Mercedes    | 68    | + 2 tours                          | 19      |        |
| 17   | 18 | Lance Stroll      | Williams-Mercedes    | 68    | + 2 tours                          | Pitlane |        |
| Abd. | 2  | Stoffel Vandoorne | McLaren-Renault      | 16    | Boîte de vitesses                  | 15      |        |
| Abd. | 33 | Max Verstappen    | Red Bull-TAG Heuer   | 5     | Perte de puissance                 | 7       |        |
| Abd. | 16 | Charles Leclerc   | Sauber-Ferrari       | 1     | Accrochage                         | 16      |        |

### Pole position et record du tour
- Pole position :  Lewis Hamilton (Mercedes) en 1 min 35 s 658 (164,874 km/h)[8].
- Meilleur tour en course :  Daniel Ricciardo (Red Bull-TAG Heuer) en  1 min 20 s 012 (197,115 km/h) au quarante-sixième tour[9].

### Tours en tête
- Lewis Hamilton (Mercedes) : 56 tours (1-25 / 40-70)[10].
- Sebastian Vettel (Ferrari) : 14 tours (26-39).

## Classements généraux à l'issue de la course
| Pos. | Pilote            | Écurie               | Points |
| ---- | ----------------- | -------------------- | ------ |
| 1    | Lewis Hamilton    | Mercedes             | 213    |
| 2    | Sebastian Vettel  | Ferrari              | 189    |
| 3    | Kimi Räikkönen    | Ferrari              | 146    |
| 4    | Valtteri Bottas   | Mercedes             | 132    |
| 5    | Daniel Ricciardo  | Red Bull-TAG Heuer   | 118    |
| 6    | Max Verstappen    | Red Bull-TAG Heuer   | 105    |
| 7    | Nico Hülkenberg   | Renault              | 52     |
| 8    | Kevin Magnussen   | Haas-Ferrari         | 45     |
| 9    | Fernando Alonso   | McLaren-Renault      | 44     |
| 10   | Sergio Pérez      | Force India-Mercedes | 30     |
| 11   | Carlos Sainz Jr.  | Renault              | 30     |
| 12   | Esteban Ocon      | Force India-Mercedes | 29     |
| 13   | Pierre Gasly      | Toro Rosso-Honda     | 26     |
| 14   | Romain Grosjean   | Haas-Ferrari         | 21     |
| 15   | Charles Leclerc   | Sauber-Ferrari       | 13     |
| 16   | Stoffel Vandoorne | McLaren-Renault      | 8      |
| 17   | Marcus Ericsson   | Sauber-Ferrari       | 5      |
| 18   | Lance Stroll      | Williams-Mercedes    | 4      |
| 19   | Brendon Hartley   | Toro Rosso-Honda     | 2      |

| Pos. | Écurie               | Points |
| ---- | -------------------- | ------ |
| 1    | Mercedes             | 345    |
| 2    | Ferrari              | 335    |
| 3    | Red Bull-TAG Heuer   | 223    |
| 4    | Renault              | 82     |
| 5    | Haas-Ferrari         | 66     |
| 6    | Force India-Mercedes | 59     |
| 7    | McLaren-Renault      | 52     |
| 8    | Toro Rosso-Honda     | 28     |
| 9    | Sauber-Ferrari       | 18     |
| 10   | Williams-Mercedes    | 4      |

## Statistiques
Le Grand Prix de Hongrie 2018 représente :
- la 77e pole position de Lewis Hamilton, sa cinquième de la saison et sa sixième sur le Hungaroring[13] ;
- la 67e victoire de Lewis Hamilton, sa cinquième de la saison[14] ;
- la 81e victoire de Mercedes Grand Prix en tant que constructeur[15] ;
- la 167e victoire de Mercedes en tant que motoriste[16] ;
- le 60e meilleur tour de Red Bull Racing[17].

Au cours de ce Grand Prix :
- En remportant sa 81e victoire, Mercedes Grand Prix rejoint Team Lotus au quatrième rang du palmarès des écuries, derrière Ferrari (223 victoires), McLaren (182 victoires) et Williams (114 victoires)[18] ;
- Daniel Ricciardo est élu « Pilote du jour » lors d'un vote organisé sur le site officiel de la Formule 1[19] ;
- Derek Warwick (146 départs en Grands Prix de Formule 1 dont deux meilleurs tours en course et quatre podiums, vainqueur des 24 Heures du Mans 1992) a été nommé par la FIA conseiller pour aider dans leurs jugements le groupe des commissaires de course[20].